# Вулиця Богдана Хмельницького (Луцьк)
Вулиця Богдана Хмельницького (Луцьк) — одна з основних центральних вулиць Луцька, з одностороннім рухом. Починається на центральному Театральному майдані і спускається до майдану Братський Міст, що в історико-культурному заповіднику.

## Давня історія
Теперішня вулиця Богдана Хмельницького складається із кількох колишніх вулиць, які розвивалися у різні часи та по-своєму. Саме тому в різних ділянках вулиця має різну густину та давність забудови.
Основну частину вулиці складає напрям, який почав формуватися ще за князівських часів на Заглушецькому передмісті. Тут була щільна житлова забудова, репрезентована рештками напівземлянкових споруд . Перша відома назва вулиці — Староволодимирська. Вона була одним із основних напрямів на північ поряд із Пречистенською вулицею. Староволодимирська вела від торгового майдану біля Глушецького мосту до воріт край укріпленої ділянки луцьких північних околиць — Помостичів . Нею відбувався зв'язок Луцька з Володимиром, звідки й назва вулиці. Край дороги, яка йшла за укріпленнями далі на Володимир, розташовувалось єврейське кладовище. У XVI ст. ця дорога, яка була продовженням Староволодимирської поза Помостичами, розділилася на два напрями — власне володимирський (вулиця Івана Франка) та західний (частково вулиця Шевченка), який вів до Чернчицької переправи по річці Стир до села Чернчиці. У цьому ж столітті вже існувала церква Воскресіння Христового, яка розташовувалася за міськими укріпленнями поряд з воротами на Староволодимирській. У 1607 р. церква розвалилася і один з її дзвонів перейшов до Пречистенського монастиря .

## XIX століття
Хоча забудова території за північними укріпленнями міста почалася ще в XVI ст., але офіційно місто розширилося на північ лише на початку XIX ст. У 1803 р. почалася ліквідація укріплень. Вулицю Нижню, яка від колишніх Малих Воріт на Дубнівській (тепер Лесі Українки) ішла вздовж укріплень перпендикулярно до Староволодимирської, приєднали до цієї вулиці. А в середині століття до неї приєднали вже іншу вулицю — Шпитальну, яка від Парадного майдану (тепер майдан Театральний) спускалася до єврейського кладовища. Нижній кінець вулиці впирався у Дубнівську тією ділянкою, яка сьогодні є відтинком вулиці Сенаторки Левчанівської.
Розташовуючись досить близько до центральної вулиці тодішнього Луцька Шосової, Староволодимирська перейняла ті самі тенденції розвитку. У XIX ст. тут зводилися багато комерційних, офісних, житлових будинків цегляного та інших стилів. Фасади будинків приваблював розмаїтою пластикою цегляного стилю, різні декорові елементи споруд ніколи не повторювалися, що надавало кожному будинку оригінальності. Ковані дашки, перила балконів, відкоси вікон, тому подібне створювали враження єдиного ансамблю вулиці. Поряд з цими будинками розташовувалися й кілька одноповерхових будівель раніших століть.

## XX століття

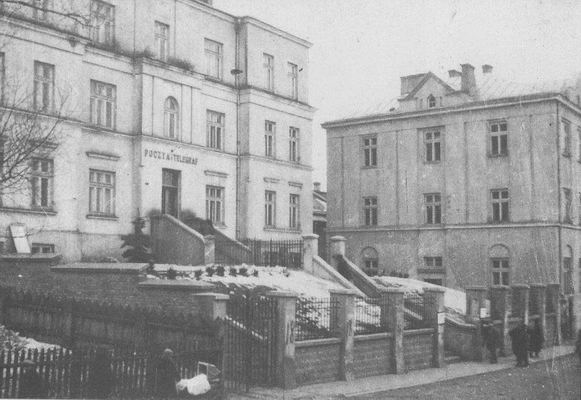
Фото поч. XX ст.

У 1913 р. вулицю перейменували на Романівську, а в 1920 р. — Генрика Сенкевича. Вулиця Сенкевича була доволі людною. Тут розташовувалося поштове відділення, одне з приміщень Луцької української гімназії, де зокрема викладали Модест Левицький, Ярослав Галан, Волинський музей, управління староства, офіс PZU, магазинчики та інше. На цій вулиці в той час проживала сім'я Липинських. У 1924 р. тут був збудований Луцький міський театр імені Юліуша Словацького. Спершу його центральний вхід був з іншої вулиці, а на Сенкевича виходив бічний фасад. Після війни приміщення переробили. У театрі ставили п'єси Мольєра, Шоу, Словацького, Шекспіра, Запольської та інших авторів. У 1941 р. вулицю перейменували на Лесі Українки, пізніше повернули ім' я Генрика Сенкевича, а рішенням Луцького міськвиконкому від 16 січня 1954 року   на честь 300-річчя Переяславської угоди перейменували на вулицю Богдана Хмельницького (джерело: Державний архів Волинської області, фонд Р-4,опис 6).Тут в одному зі старих будинків тимчасово розміщувався Палац піонерів. Потім його перенесли в інше місце, спеціально збудоване для цього. Також на вулиці збудували кінотеатр.
Наприкінці 1990-х років відбулася реконструкція вулиці. Покладено нову бруківку, фасади будинків оновлено. У 2000 р. тут відкрили пам'ятник покровителю Луцька — Святому Миколаєві. Сьогодні це тиха і доволі приваблива вулиця, яка переповнена транспортом лише в робочі години буднів. На ній розташовані Палац культури, міська адміністрація, Волинський єврейський общинний центр ім. Долинського, школа № 1, Ляльковий театр, банки, офіси та інші заклади.

## Пам'ятні знаки

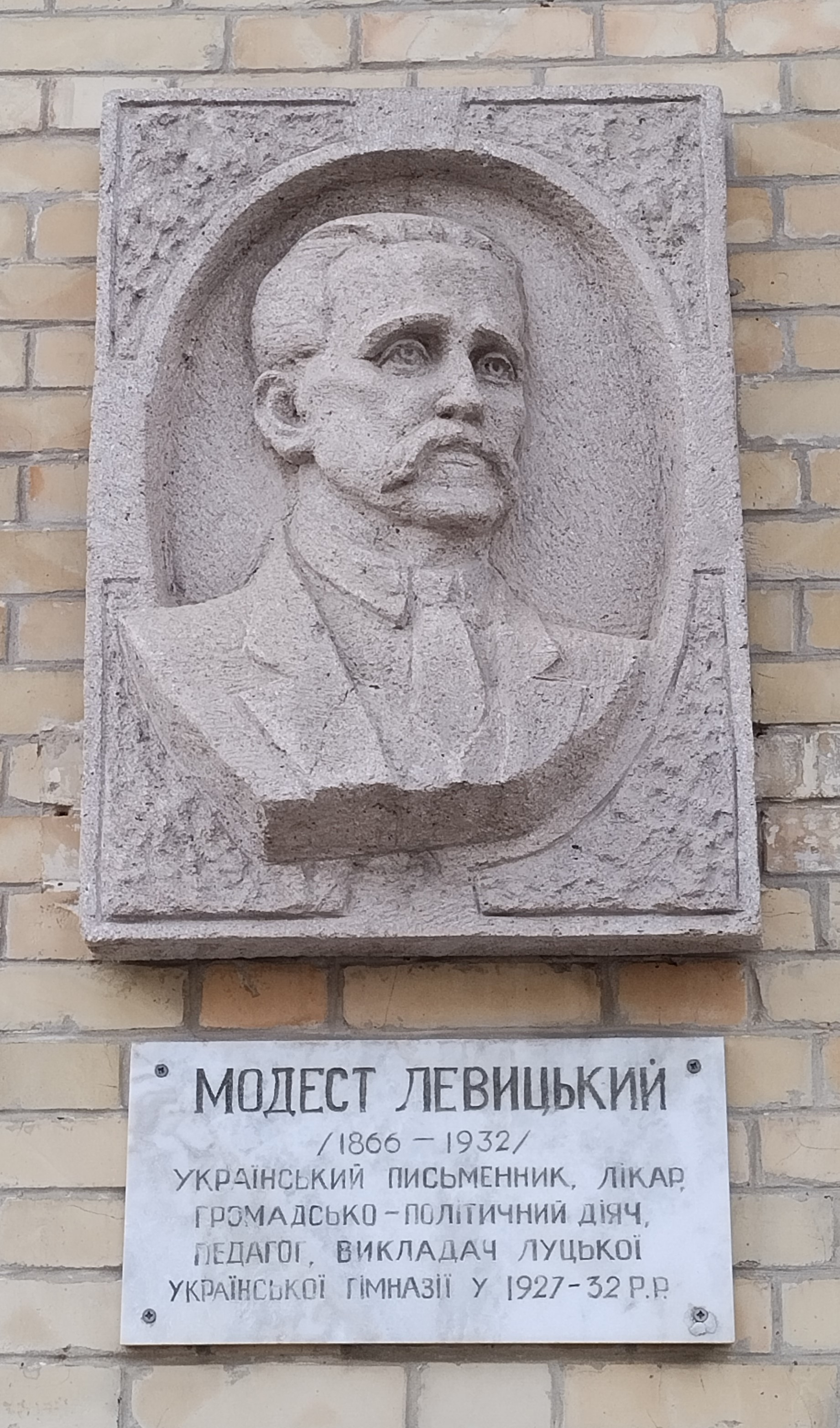
Меморіальна дошка Модесту Левицькому
- Меморіальна дошка Ярославові Галану
- Меморіальна дошка Янові Юзефові Фітцке
- Меморіальна дошка В'ячеславові Липинському
- Меморіальна дошка Народному Рухові України
- Пам'ятний знак Святому Миколаєві   - Меморіальна дошка Модесту Левицькому (вул. Б. Хмельницького, 12)

## Будинки
Більша частина забудови вулиці  — це старі реставровані будинки зламу XIX-ХХ ст. Тут представлено різні архітектурні стилі: модерн, цегляний стиль, еклектика, конструктивізм, сталінський ампір та інші.
| Номер | Опис | Вигляд |
| ----- | --- | ------ |
| 1     | Палац культури міста. Починав будуватися як кінотеатр наприкінці 1930-х. Був добудований у 1956 р. як будинок культури. Архітектор — В. Бабій. |        |
| 5     | Споруджений у 1930-х роках у стилі модерн. Зараз тут банк. |        |
| 6     | Будинок єврейської ґміни. Пам'ятка архітектури. Збудований у 1921 р. За радянських часів — палац піонерів. Тепер тут Волинський єврейський общинний центр ім. Ісаака Долинського. |        |
| 10    | Будинок Липинських, що був збудований у 1931 р. Архітектор — Олександр Лушпинський. Тут проживала сім'я брата В.Липинського. На будинку є меморіальна дошка В.Липинському. Зараз у приміщенні розмістився банк. |        |
| 12    | Одне з приміщень Луцької української гімназії, збудоване у цегляному стилі. Ну будинкові є три еморіальні дошки — Ярославові Галану, Модестові Левицькому, Юзефові Фітцке. |        |
| 18    | Волинський академічний обласний театр ляльок. Будувався в середині 1920-х як польський театр ім. Юліуша Словацького. Реконструйований в радянські часи. Справа — колишній кінотеатр «Чари». Будинок мав дуже оригінальний вигляд і був цінною пам'яткою архітектури. На зламі століть був реконструйований: вишуканий фриз з аттиком цегляного стилю зняли, добудували другий поверх та затинькували. |        |
| 19    | Луцька Міська Рада. Збудований у 1920-х роках як пошта та телеграф. |        |
| 28    | Руїни одного з кількох будинків зламу XVIII—XIX ст., які знаходились на вулиці. В радянський період ще були житлові. 9 вересня 2019 р. згорів внаслідок підпалу, а його рештки залишались до початку травня 2020 р. |        |

## Галерея

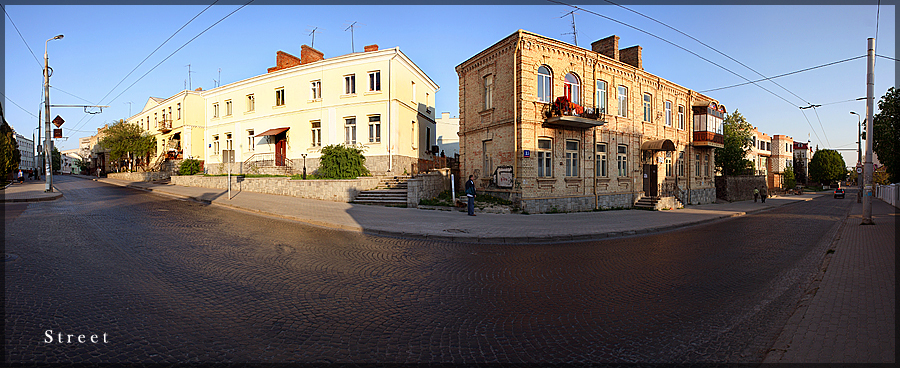
Вигляд вулиці
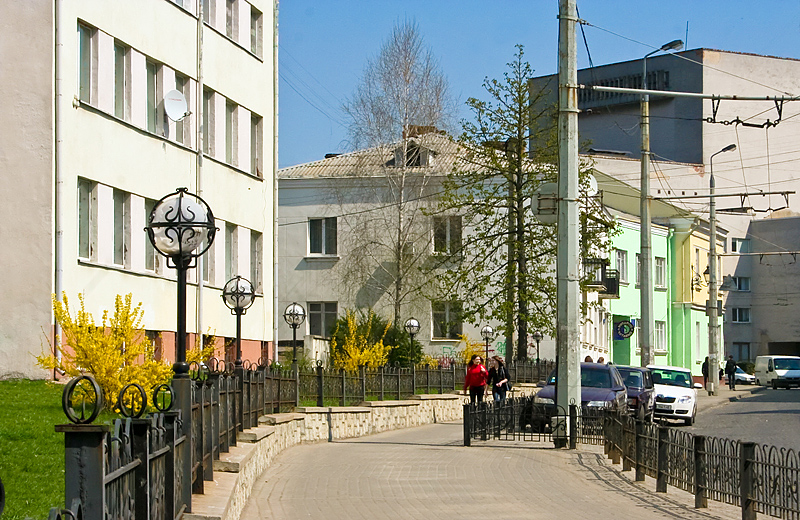
Школа №1 зліва
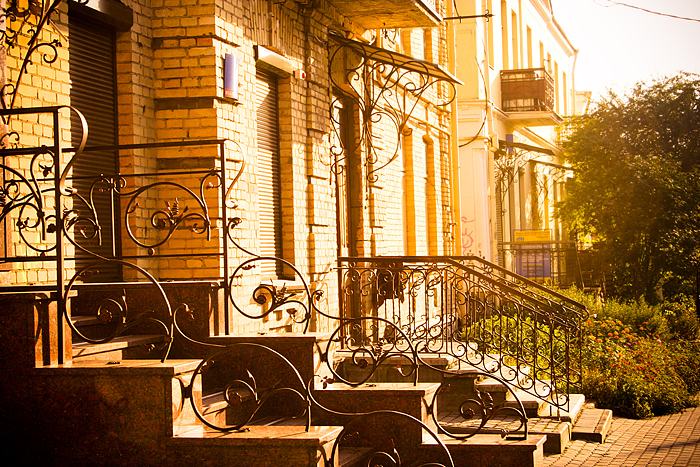
Ковані елементи
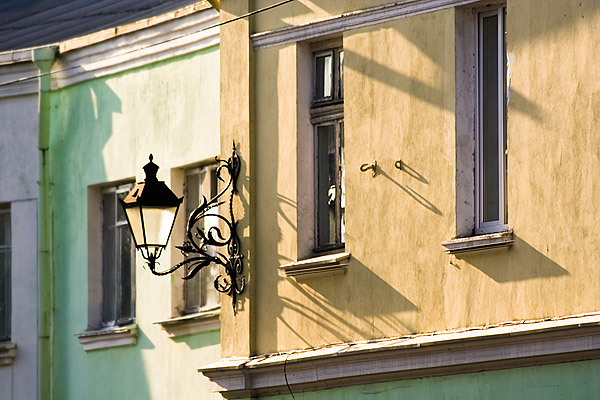
Ліхтар
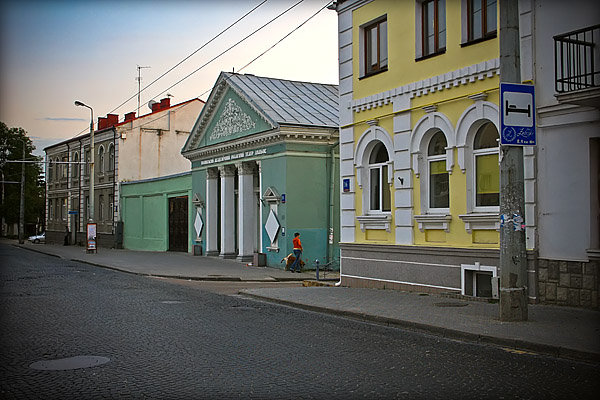
Будинки
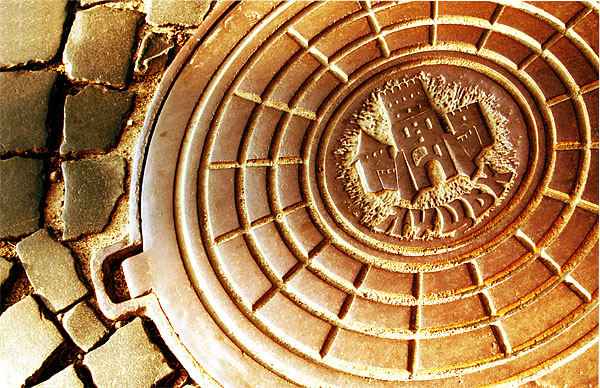
Люк